# Hèctor de Pignatelli i Colonna
Hèctor de Pignatelli i Colonna (en italià, Ettore Pignatelli e Colonna) (Nàpols?, 1572 - Madrid, 1622). Quart duc de Monteleone (1613-1622), gran d'Espanya i comte de Borrello i de Carònia. Fou virrei de Catalunya (1603 - novembre de 1610).
Era fill de Camillo Pignatelli e Cardona. Es va casar amb Caterina Caracciolo, comtessa de Sant'Angelo.
Tan bon punt va arribar a Catalunya va inculcar les autoritats de ciutats, viles i pobles perquè fossin sol·lícites i diligents "en perseguir, pendrer i castigar per totes les vies possibles dits bandolers, lladres, homicides, vagabundos i altres facinerosos homens."
Però la seva preocupació per a erradicar el bandolerisme va topar amb dificultats pressupostàries i legals, degut a les limitacions d'actuació que li imposaven les lleis del Principat. Pignatelli es va queixar al rei de la situació de desordre del Principat: "La major part de la gent està inclinada a viure amb poca quietud entre ells, seguint bandes que deriven en greus excesos". També es ressentia per la manca de recursos per a poder actuar i de les limitacions de les lleis catalanes respecte a les competències del virrei per a actuar: "no podent aplicar la justícia en no tenir ni un sol ral per prometre-li a un espia o aixecar alguna gent per a peseguir malfactors". Feu executar alguns bandolers, com Bartomeu Ribes (1603), però no assolí prendre Perot Rocaguinarda, actiu precisament aquells anys. Un cop va copsar la impossibilitat d'acabar amb els bandolers mitjançant la repressió, va decidir negociar amb ells el perdó a canvi de servir al rei als terços. Serà el seu successor, Pedro Manrique, qui va acordar amb Perot Rocaguinarda el 30 de juliol de 1611 la seva sortida dels regnes d'Espanya per lluitar als exèrcits reials a Itàlia i Flandes, a canvi de ser indultat. Al final del seu virregnat es va encarregar de complir l'ordre d'expulsió dels moriscs, una tasca que seria acabada pel seu successor el bisbe de Tortosa, Pedro Manrique
El CRAI Biblioteca de Fons Antic de la Universitat de Barcelona conserva una obra que va formar part de la biblioteca personal de Pignatelli, així com alguns exemples de les marques de propietat que van identificar els seus llibres al llarg de la seva vida.